# Atyoida bisulcata
Atyoida bisulcata är en kräftdjursart som beskrevs av J. W. Randall 1840. Atyoida bisulcata ingår i släktet Atyoida och familjen Atyidae. Inga underarter finns listade i Catalogue of Life.